# Сопки (Тверская область)
Сопки — деревня в составе Валдайского сельского поселения Бологовского района Тверской области.
Располагается на левом берегу Валдайки недалеко от границы с Новгородской областью, в 34 км к северо-западу от города Бологое и в 195 км от Твери.
В деревне имеется мост через реку, по которому проходит автодорога Валдай — Лыкошино — Боровичи. В 4 км к северо-востоку от деревни проходит автомагистраль «Нева» (Москва — Санкт-Петербург). Подальше, в 7 км от деревни находится ж.-д. станция Лыкошино (на линии Москва — Санкт-Петербург).

## Население
| 2010 |
| ---- |
| 13   |

## История
В XIX — начале XX века Сопки были центром Сопкинской волости Валдайского уезда Новгородской губернии.
В 1877 году в деревне Сопки проживал писатель Глеб Успенский с семьей.
С 1887 года в деревне располагалась школа (закрыта во второй половине XX века).
В этой же деревне родился маньяк-убийца Вася-Котик.